# 同桌的你 (电影)
《同桌的妳》，高晓松监制，周冬雨、林更新主演的一部青春爱情电影。该片2013年7月开机，在北京、厦门和美国三地取景拍摄，8月24日在美国纽约正式杀青。2014年4月25日在中国大陆正式上映，11月16日20:15于CCTV-6播出。

## 剧情概述
1993年的夏天，文静秀气、戴着一副小孔眼镜的转校生周小栀（周冬雨 饰），第一次见到了自己的同桌——坐在最后一排的捣蛋男生林一（林更新 饰），他们一起经历了初中、高中和大学的青葱岁月。林一对周小栀说：“总有一天，我会带你去一个只有我们俩的地方。”一晃十年，当初的承诺不知是否已实现……

## 角色
| 演员                | 角色   | 簡介                                                                       | TVB粵語配音 |
| 周冬雨 童年：張子楓 | 周小栀 | 文静秀气，转校生。与林一一起经历了了初中、高中和大学的青春岁月。           | 凌晞        |
| 林更新 童年：李家成 | 林一   | 帅气、调皮捣蛋。与周小栀一起经历了了初中、高中和大学的青春岁月。           | 曹啟謙      |
| Mike隋              | 隋易   | 伪装成留学生，对周小栀有好感，后与林一因周小栀发生冲突，最后大家化敌为友。 | 麥皓豐      |
| 王啸坤              | 王尔德 | 林一的大学室友，学校播音员。                                               | 張裕東      |
| 赵思园              | 赵晓熙 | 周小栀的大学室友。                                                         | 廖杏茵      |
| 李岷城              | 李潇   | 林一的大学室友。                                                           | 陳灝瑋      |
| 龚格尔              | 龚兵   | 林一的大学室友。                                                           | 巫哲棋      |
| 曹阳                | 曹阳   | 周小栀的大学室友。                                                         | 魏惠娥      |

## 制作
1994年，一首校园民谣《同桌的你》红透中国大江南北，歌手老狼和词曲作者高晓松亦由此成名。本片正是根据这首歌曲改编而成，讲述了一对男女同桌从初中、高中到大学的青葱记忆和甜蜜初恋。80后导演郭帆表示：“《同桌的你》这首歌曲陪伴我度过了我的整个学生时代，它动人的旋律至今萦绕在我心间，这部同名电影更是勾起了我的无穷创作欲，因为它讲述的就是我们这一代人的集体青春回忆。”

## 评价
网易影评认为：“80后所能经历或想象的典型事件被密集又潦草地搬上银幕，正如其“同哭、同笑、同青春”的宣传词一样，成功唤起了80后的青春回忆。《同桌的你》是那种只追求热闹表象的拼盘式电影，它把青春片流行的典型元素统统拿来，讨巧地切入历史事件串联剧情，什么都往里装，“大杂烩”一样忙于罗列各种元素，搞笑段子尚能博人一笑，但人物情感描写心理刻画欠奉，情节如散沙一般，勉强跟随着主人公的成长一直往前赶，使得影片的剧情完成度极低，也许林一和周小栀真正动人的感情故事都在电影画面的背后发生了吧。
电影影评网影评认为：“如果说《致青春》是70后的回忆，那《同桌的你》就是80后的回忆。尽管还是那些事，那些拍摄手法，但是只要把青春的代人感展现在我们眼前，电影总是会戳中自己的点，这就是青春的记忆，一个人永恒的记忆。”
南方周末影评指出本片不止是部浅显的青春纯爱电影，抽离出那些我们80后一代人的青春记忆元素，高考、军训、四级考试、非典、留学，这个故事的根底上其实是一个女孩用最宝贵的青春、真情陪伴一个男孩漫长、不给力的成长。这个电影最精彩的地方，就在于它展示了梦想的虚妄和生活的真相，那些看起来光鲜靓丽的生活表面有着截然相反的里子。

## 票房
本片4月25日上映后大受欢迎，首周三日即票房破亿且观众口碑爆棚，并以1.11亿获当周票房冠军，次周以2.17亿蝉联周冠军。截止到2014年5月21日，该片总票房已经达到4.5亿元人民币，最终票房4.561亿。有观点认为这部制作成本只有2000万的电影之所以票房大逆袭，一是题材优势，情怀动人，再掀全民“忆青春”；二是新媒体话题营销，人人“找同桌”；三是光线影业和影联传媒两强的联合发行。
| 上一届： 《美国队长2》 | 2014年中国内地一周票房冠军 第17-18周（4月21日—5月4日） | 下一届： 《超凡蜘蛛侠2》 |

## 奖项
| 奖项                         | 类别                   | 名字         | 结果 |
| ---------------------------- | ---------------------- | ------------ | ---- |
| 第21届北京大学生电影节       | 组委会大奖             | 《同桌的妳》 | 獲獎 |
| 第23届上海影评人奖           | 十佳影片               | 《同桌的妳》 | 獲獎 |
| 第11届广州大学生电影节       | 最受大学生欢迎的电影   | 《同桌的妳》 | 獲獎 |
| 中国电影导演协会2014年度表彰 | 年度青年导演           | 郭帆         | 提名 |
| 中国电影导演协会2014年度表彰 | 年度女演员             | 周冬雨       | 提名 |
| 第11届广州大学生电影节       | 最受大学生欢迎的男演员 | 林更新       | 獲獎 |

## 更换校名事件
华侨大学为《同桌的你》剧组提供拍摄场地，但上映的电影里华大厦门校区的校门口却被挂上了“厦门大学”的牌子，这引发了网上华大师生纷纷跟帖声讨。华大校长贾益民也表示“将视事件发展情况采取进一步行动，包括法律行动，坚决维护学校名誉和权益”。5月9日，《同桌的你》导演郭帆、总制片人杜扬及执行制片人刘然、编剧傲立等几名主创人员来到华侨大学登门致歉，承诺在网络及DVD发行版本中删除校门的画面，并正式公开发表《致歉函》，内容与5月23日在泉州晚报所登的内容大致一致，华大副校长张禹东代表学校接受了制片方的道歉。